# Евклідове відношення
Евклі́дове відно́шення — бінарне відношення {\displaystyle R} на множині {\displaystyle X}, для якого з перебування елемента {\displaystyle x\in X} у відношенні з двома елементами {\displaystyle y,z\in X} (які, зокрема, можуть збігатися з {\displaystyle x}) випливає, що ці два елементи {\displaystyle y,z} теж перебувають у відношенні {\displaystyle R} один з одним.
Формально, бінарне відношення {\displaystyle R} евклідове, якщо {\displaystyle \forall x,y,z\in X(xRy\land xRz\Rightarrow yRz)}.
Назву відношення отримало за аналогією з першою аксіомою з «Начал» Евкліда: рівні одному й тому ж рівні й між собою.

## Зв'язок з іншими властивостями відношень
- Евклідове відношення не обов'язково транзитивне, а транзитивне відношення не обов'язково евклідове.
- Рефлексивне симетричне відношення є евклідовим тоді й лише тоді, коли воно транзитивне.